# Palais royal (Bangkok)
Pour les articles homonymes, voir Palais royal.
L'ancien Palais royal de Bangkok (Thai : พระบรมมหาราชวัง, Phra Borom Maha Ratcha Wang) de Bangkok, appelé aussi Grand Palais, a été construit en 1782 par le roi Rama Ier, le fondateur de la dynastie cariouati (dynastie Chakri), sur la rive droite (orientale) de la Chao Phraya quand il a déménagé la capitale de Thonburi à Bangkok. Tout au long de règnes successifs, beaucoup de nouveaux bâtiments et structures ont été ajoutés, en particulier pendant le règne du roi Chulalongkorn (Rama V).
Le palais abrite non seulement la résidence royale et la salle du trône, mais aussi un grand nombre de bureaux gouvernementaux et le temple du Bouddha d'émeraude (Wat Phra Kaeo, récemment rénové).
Le monarque actuel, le roi Vajiralongkorn (Rama X), réside actuellement au palais Chitralada, mais le Grand Palais est encore utilisé pour les événements officiels. Plusieurs cérémonies royales se déroulent dans les murs du palais chaque année.
Un canon historique, le Phaya Tani, lui fait face depuis le ministère de la Défense.

## Description
Le palais est à peu près carré et couvre une surface de 29 hectares, entouré par quatre murs longs de 2000 m.

Localisation du Palais royal et de Wat Phra Kaew (Grand Palais), de Wat Pho, du Wat Mahathat Yuwaratrangsarit et de Sanam Luang au cœur de l'île de Rattanakosin, khet de Phra Nakhon.

Il est situé sur les rives de la rivière Chao Phraya au cœur de l'île de Rattanakosin, aujourd'hui dans le district de Phra Nakhon. Le Grand Palais est bordé par la place Sanam Luang et la rue Na Phra Lan au nord, la rue Maharaj à l'ouest, la rue Sanamchai à l'est et la rue Thaï Wang au sud.

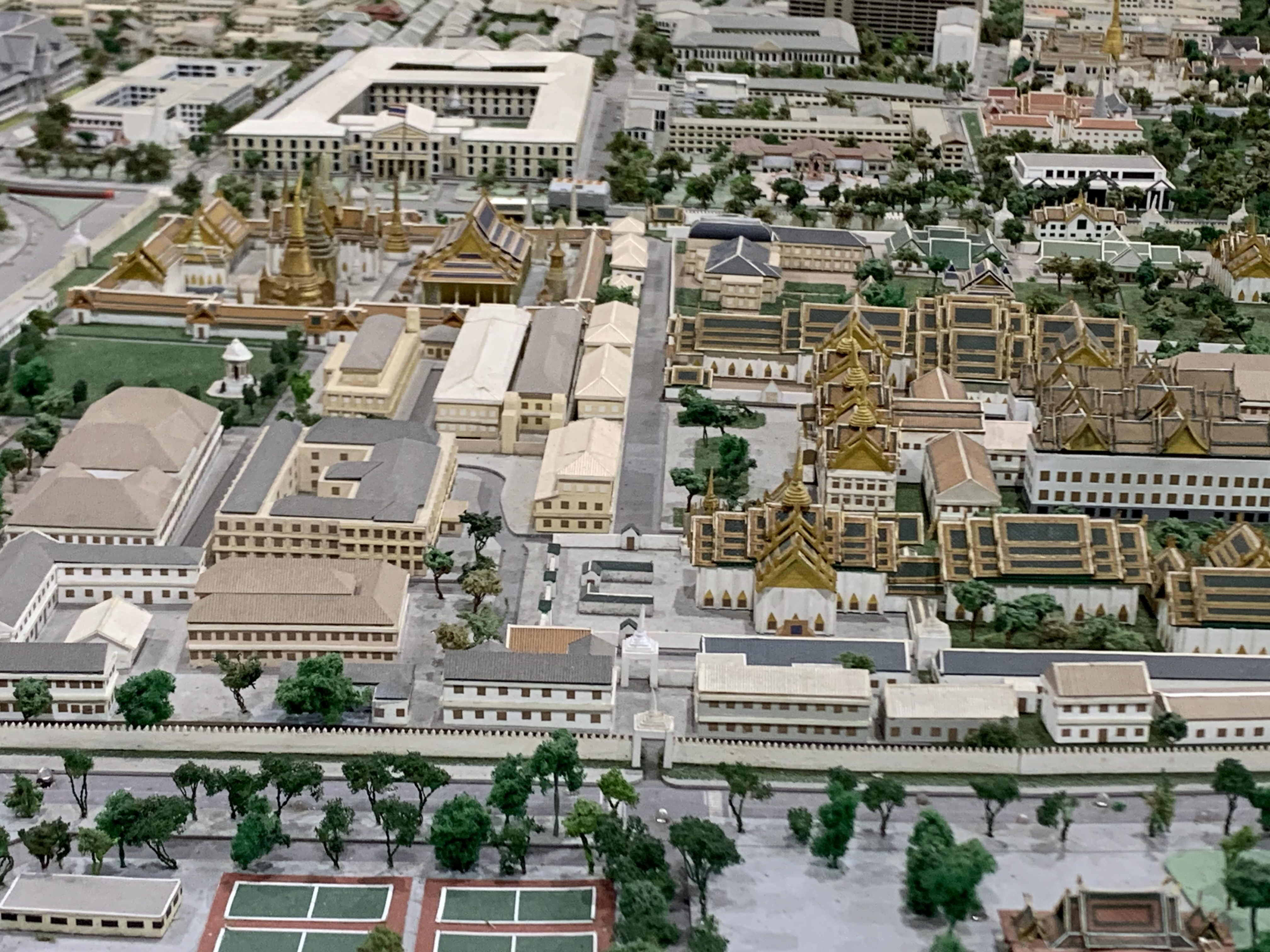
Maquette du Temple du Bouddha d'émeraude et du Grand Palais.

Plutôt qu'être une structure unique, le Grand Palais est composé de nombreux bâtiments, salles, pavillons autour de pelouses ouvertes, jardins et cours. Son asymétrie et son style éclectique sont liés à son développement organique, avec des ajouts et des reconstructions réalisés par les rois régnants successivement pendant plus de 200 ans d'histoire.
Le Grand Palais est actuellement partiellement ouvert au public comme un musée, mais il est aussi un endroit de travail pour les services du Roi.
Les parties principales du Palais royal sont :
- le Temple du Bouddha d'émeraude, Wat Phra Kaeo[1]
- Chakri Maha Prasat Hall[2]
- La terrasse supérieure
- le Musée du textile de la Reine Sirikit[3]...

Soumis à un climat tropical humide et chaud ainsi qu'à une forte pollution de l'air, les principaux monuments de Bangkok dont le Grand Palais royal, Wat Phra Kaeo, Wat Arun... sont régulièrement restaurés,.

## Plan du palais royal de Bangkok
|  | 1. Temple du Bouddha d'émeraude 2. Bureau de la maison royale 3. Musée des textiles de la reine Sirikit 4. Sala Luk Khun Na 5. Sala Sahathai Samakhom 6. Musée du temple du Bouddha d'émeraude 7. Musée de la monnaie et des décorations royales 8. Salle d'audience de l'Amarindra (Palais Amarind Winitchai) (Maha Montien, "la grande résidence") 9. Palais Phaisal Taksin (lieu de couronnement des monarques) (Maha Montien) 10. Palais Chakrapat Phimane (jadis résidence des Rois Rama I, Rama II et Rama III) (Maha Montien) 11. Palais Dusita Phirom 12. Palais Rajruedi 13. Palais Snamchand 14. Ho Sastrakom 15. Ho Phra Sulalai Phiman 16. Ho Phra Dhart Monthian 17. Palais Chakri Maha Prasat (jadis résidence du Roi Rama V ; de nos jours lieu de réceptions) 18. Palais Moonstarn Baromasna 19. Palais Somut Devaraj Ubbat 20. Palais Borom Ratchasathit Mahoran 21. Palais Dusit Maha Prasat (ensemble résidentiel de l'époque de la fondation de Bangkok) 22. Palais Phiman Rattaya 23. Pavillon Aphorn Phimok Prasat 24. Palais Rachakaranyasapha 25. Ho Plueng Krueng 26. Mont Kailasa 27. Jardins Siwalai 28. Palais Borom Phimane ("la résidence céleste", lieu de séjour des jeunes princes héritiers Rama VI, Rama VII et Rama VIII) 29. Pavillon Mahisra Prasat 30. Palais Siwalai Maha Prasat 31. Palais Sridhala Phirom 32. Palais buddha Ratana Starn 33. Palais Chai Chumpol 34. Palais Suthaisawan Prasat 35. Le Palais intérieur, cité des femmes |

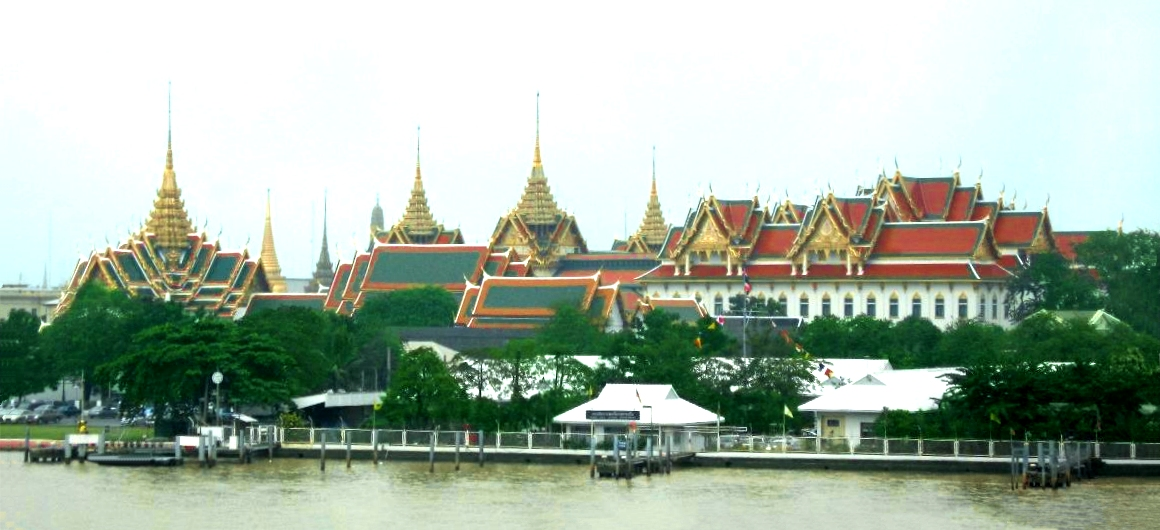
Vue du palais royal depuis le fleuve Chao Phraya.

|  | --- |

## Galerie

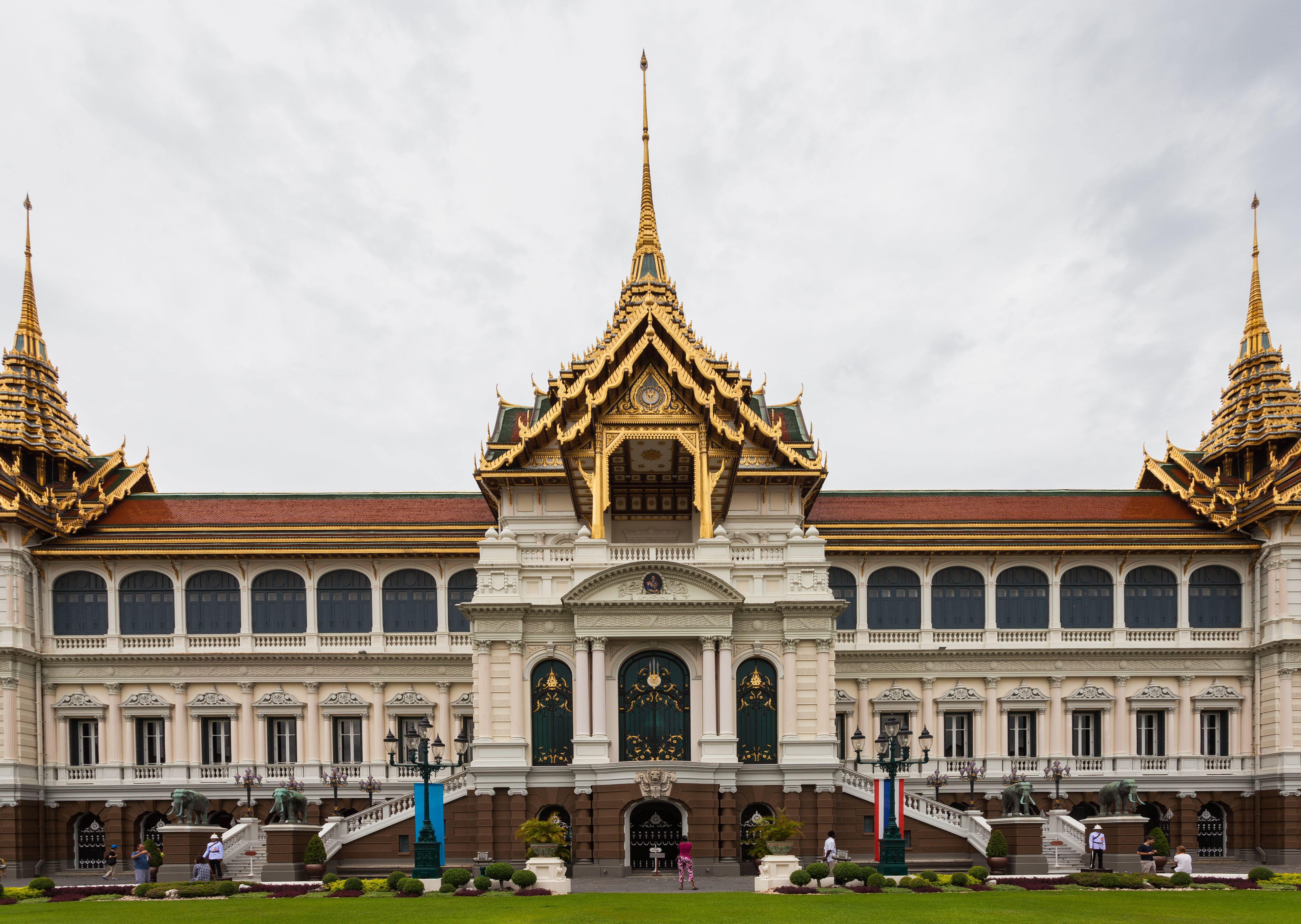
Chakri Mahaprasad Hall.
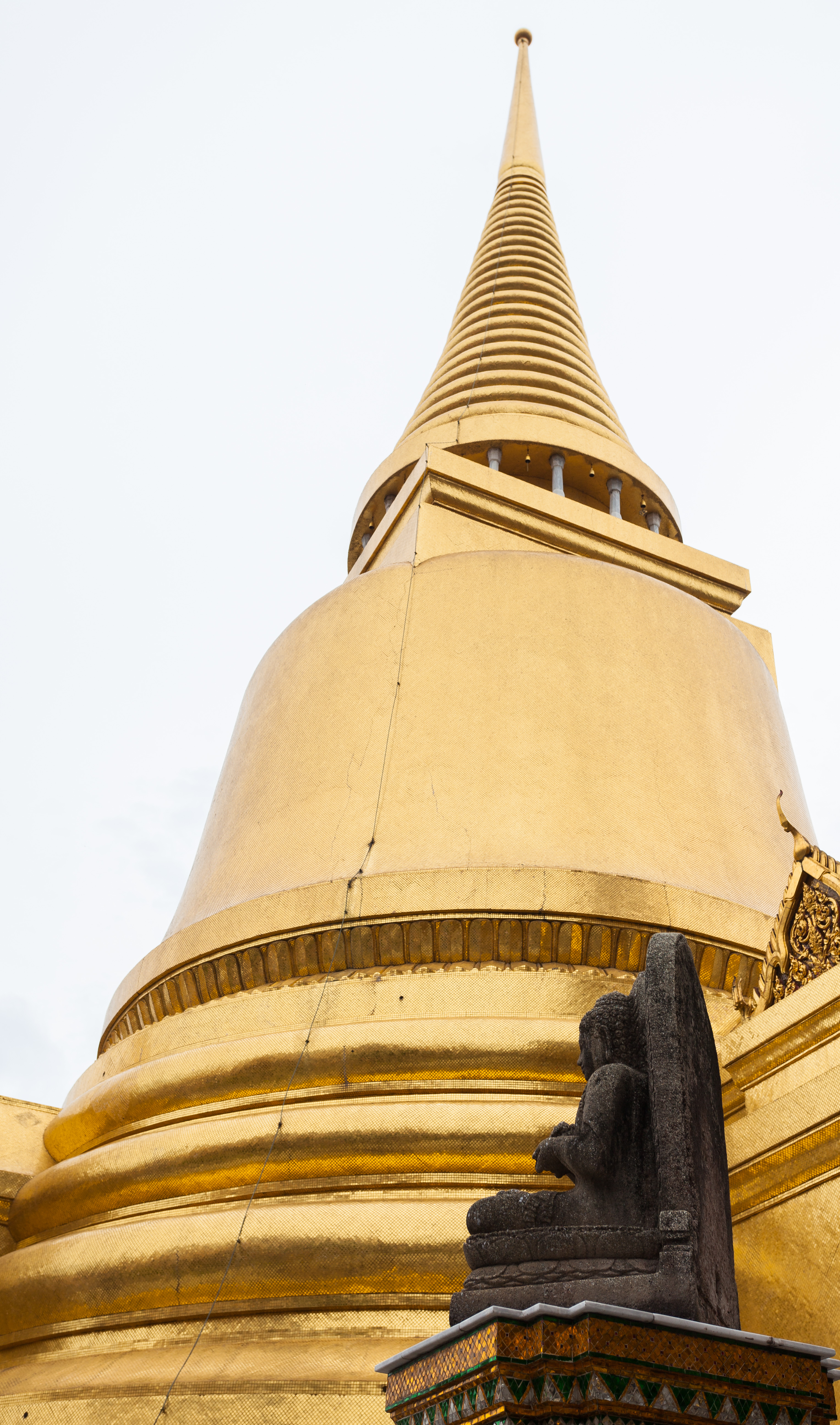
Phra Si Rattana Chedi.
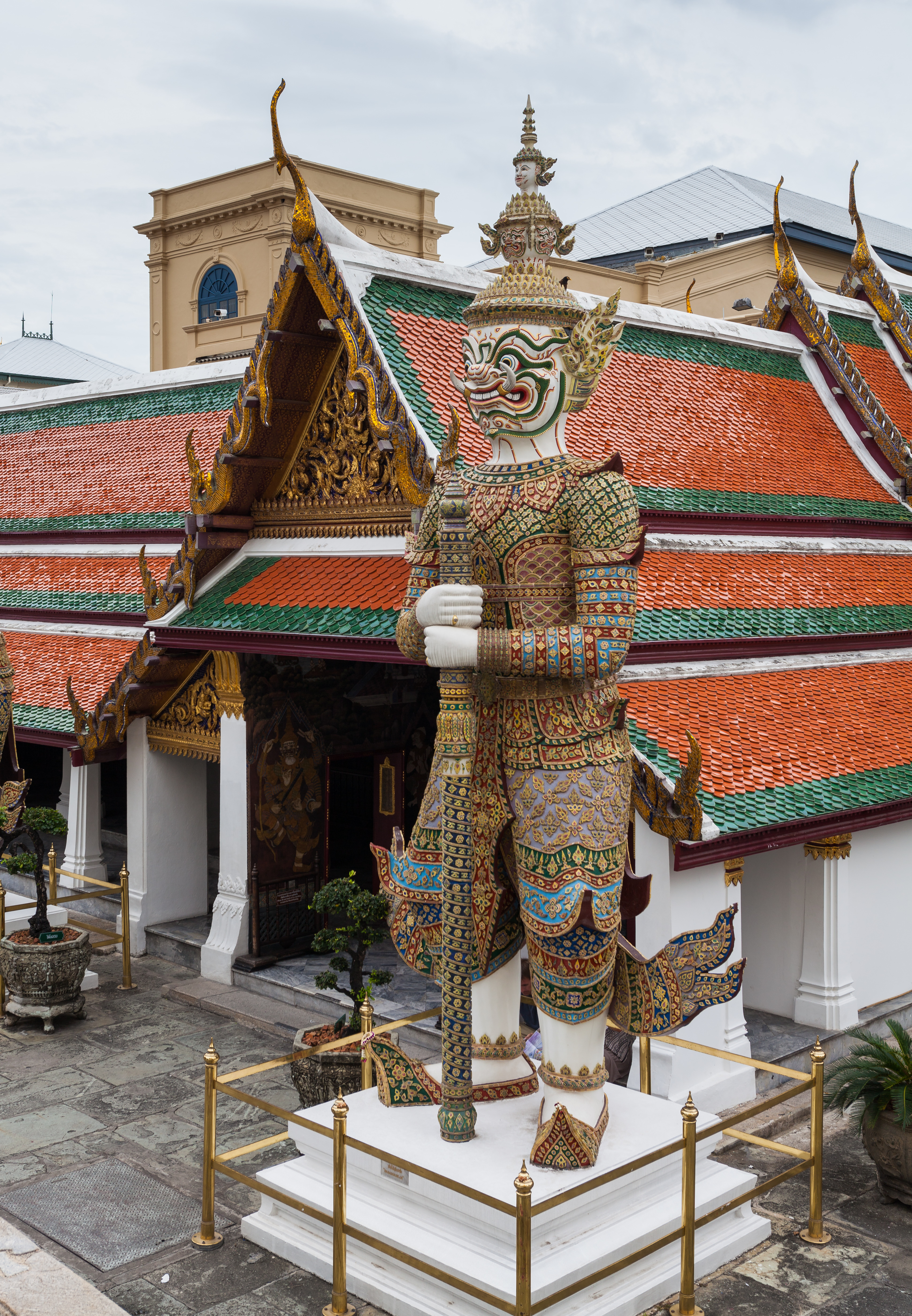
Un dvarapala.
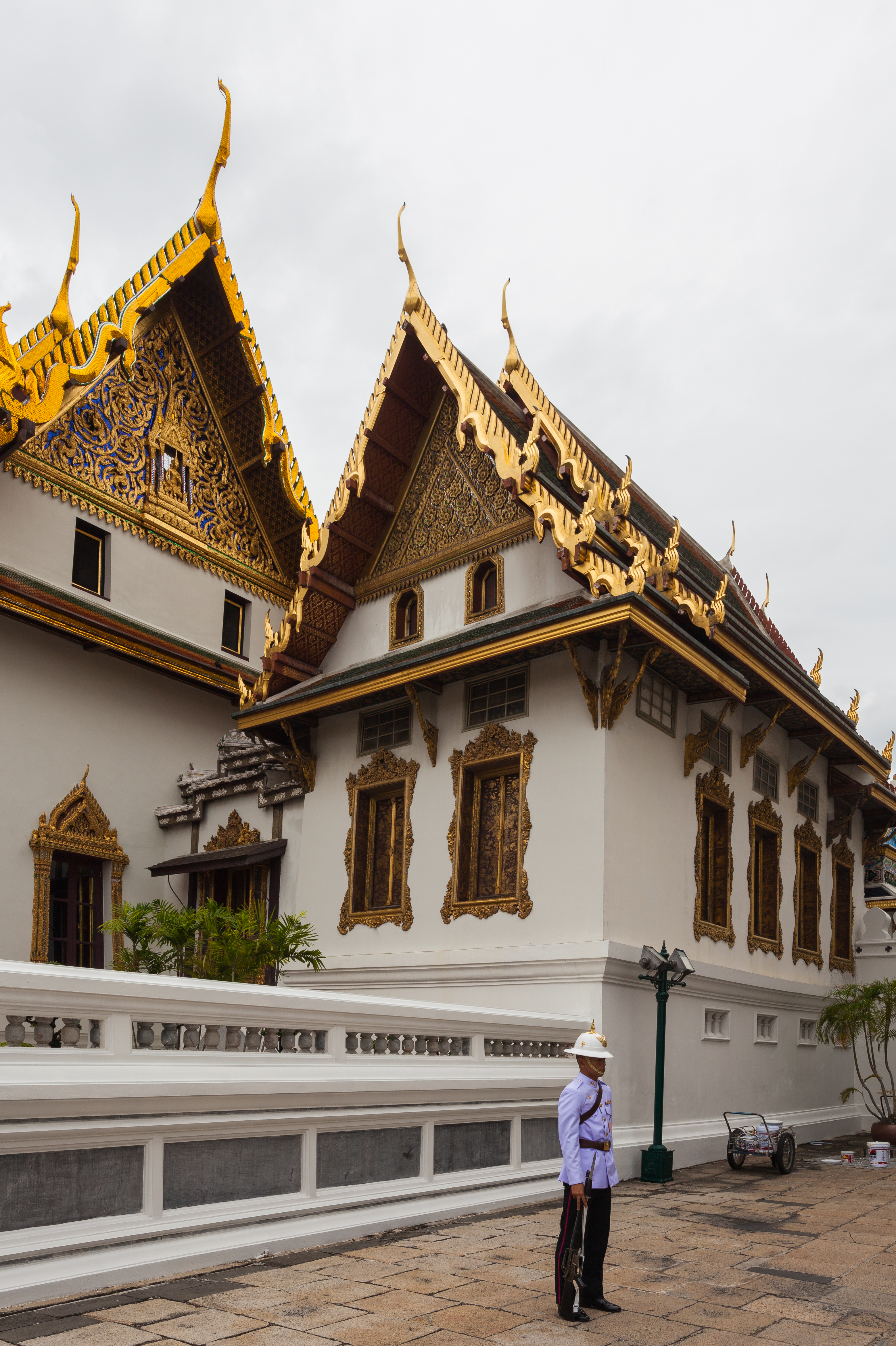
Cour centrale.
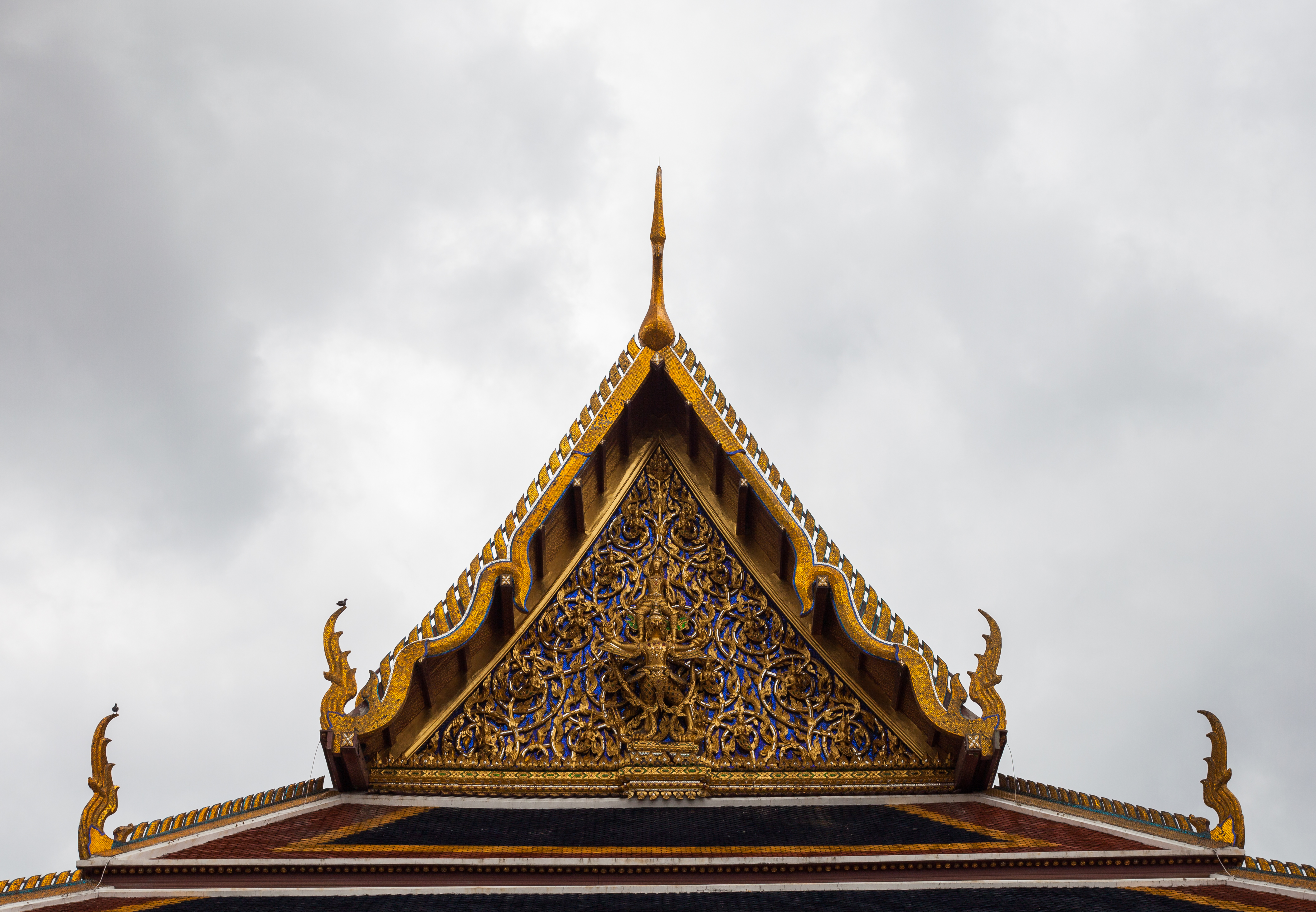
Chapelle du Bouddha d'émeraude.
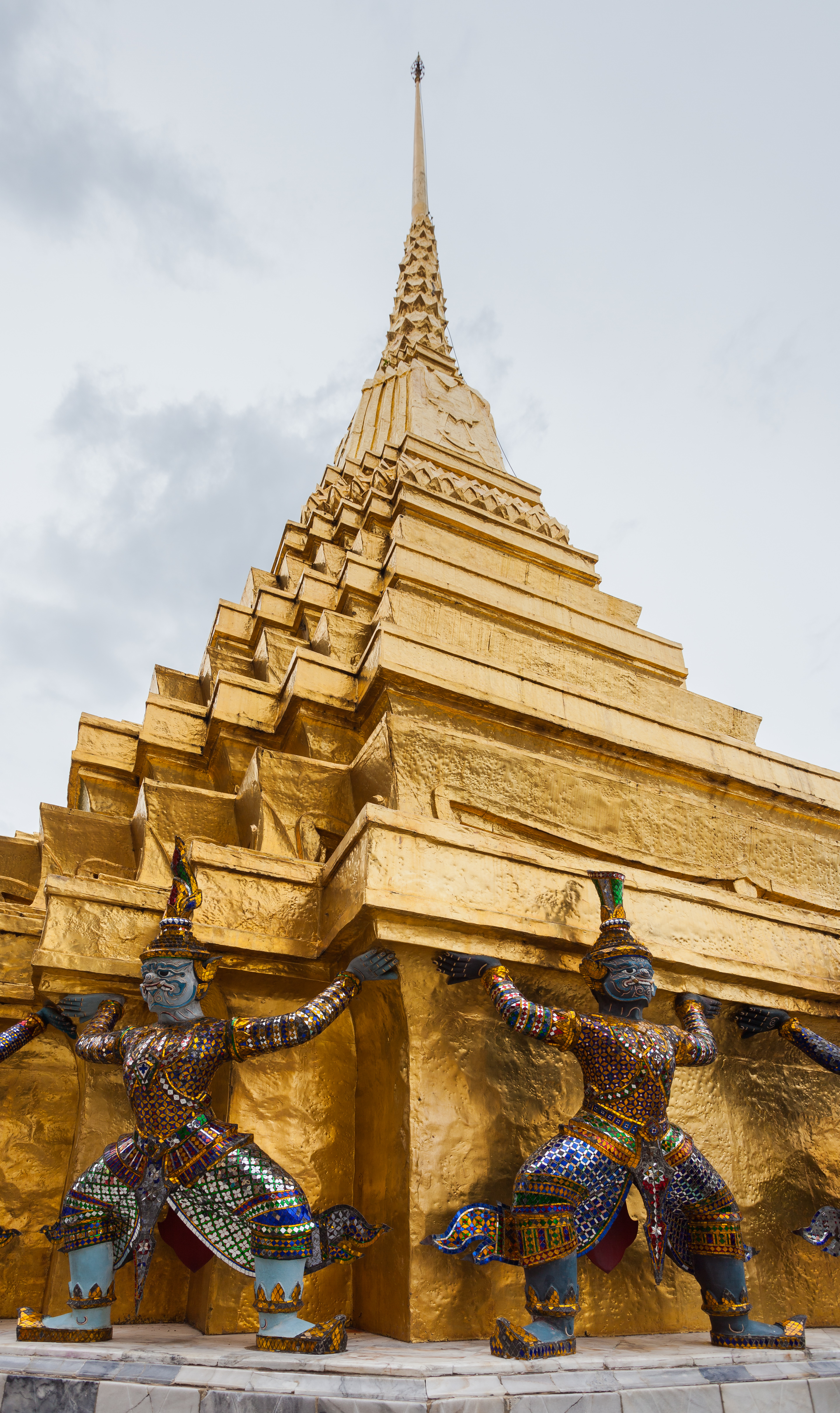
Chedi d'or de Wat Phra Kaew.
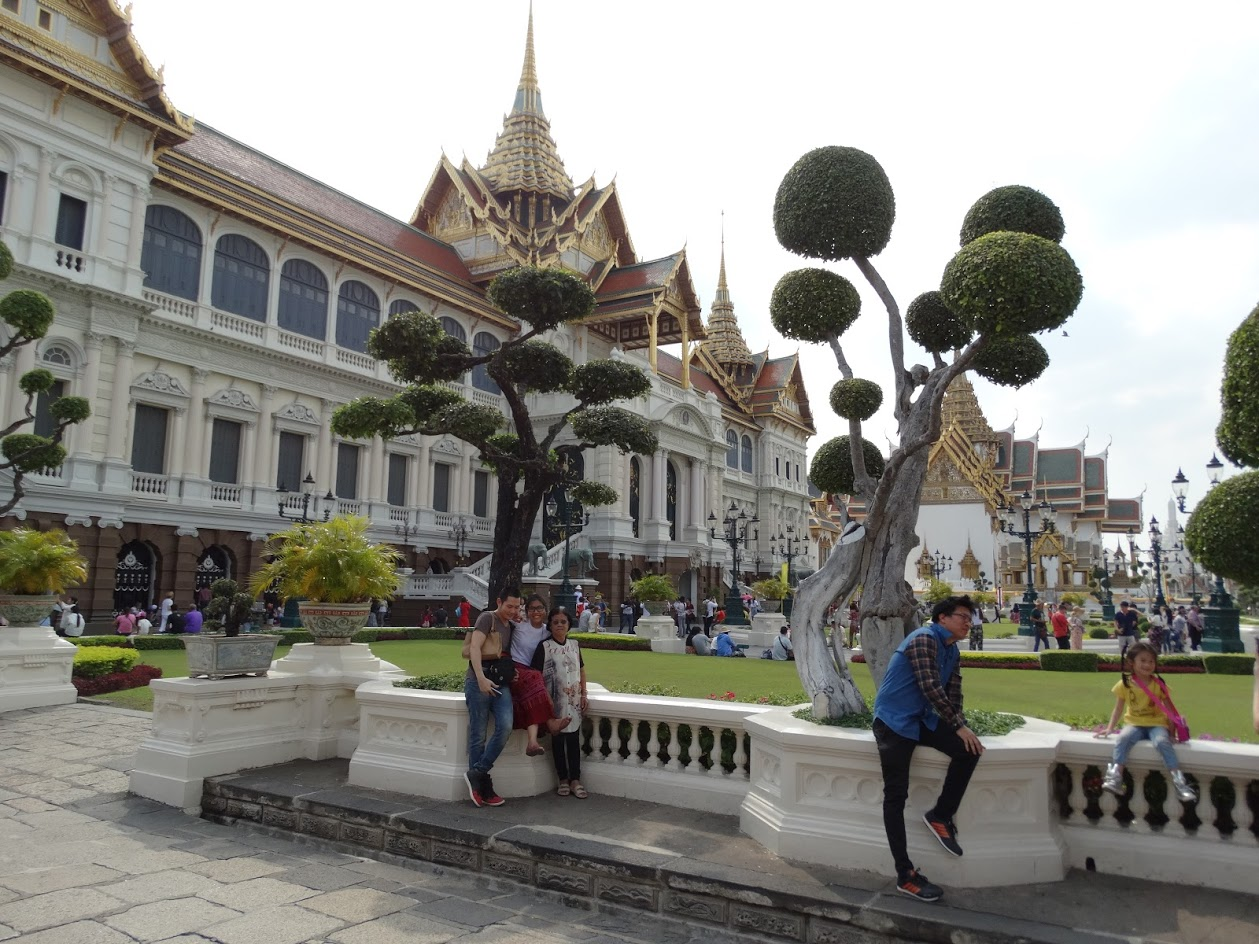
Le bâtiment principal du palais.
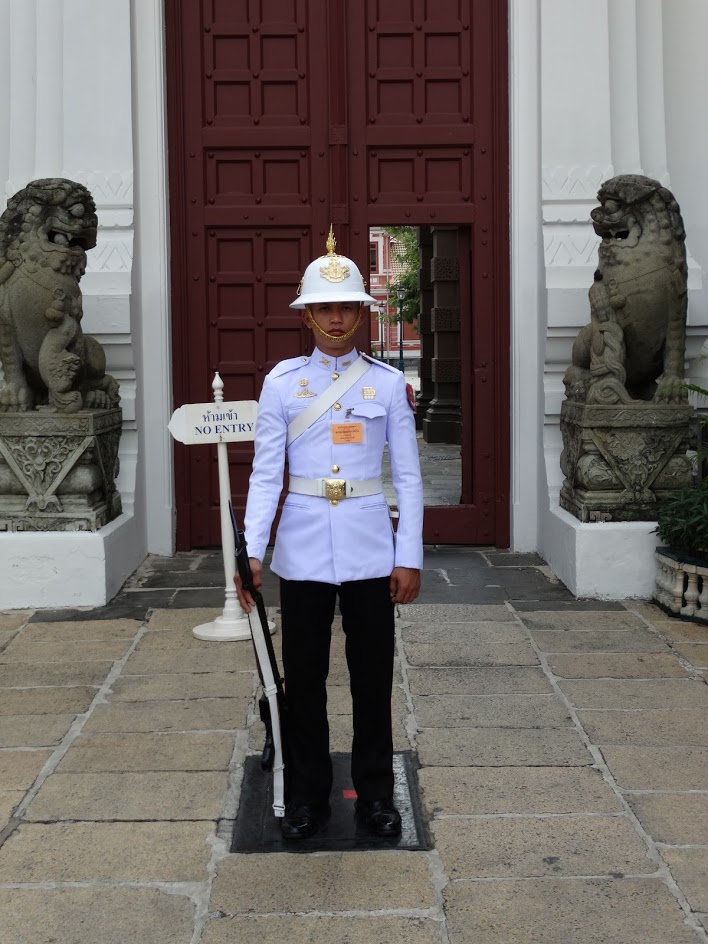
Garde d'honneur.
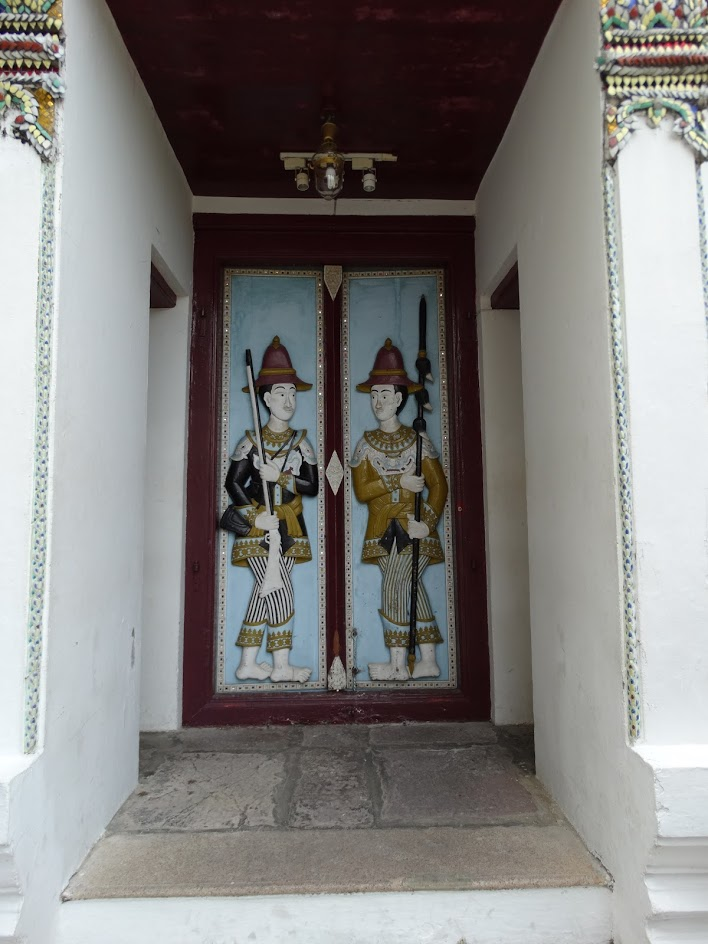
Peinture sur les portes.
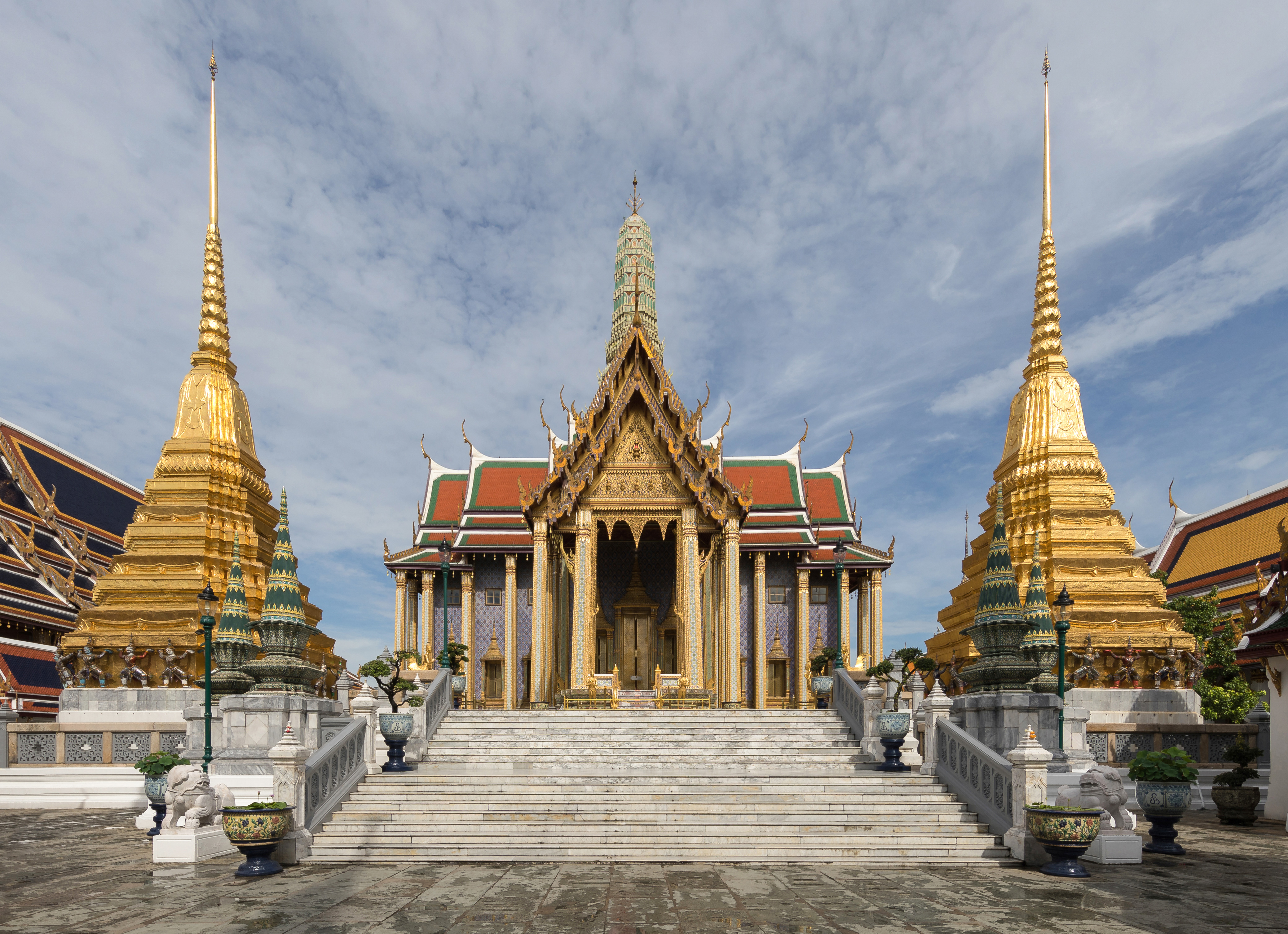
Wat Phra Kaeo.